# THE石原
THE石原（ザ・いしはら、1978年7月5日 - ）は、日本のピン芸人、実業家。本名、石原 正（いしはら ただし）。旧芸名はハイテンション石原（ハイテンションいしはら）。
大阪府箕面市出身。ワタナベエンターテインメント所属。被昇天幼稚園卒園、箕面市立萱野小学校卒業、箕面市立第二中学校卒業、箕面自由学園高校卒業、追手門学院大学中退。

## 来歴
大学2年の時に高校の同級生だったパラシュート部隊の斉藤優を空港に車で送った時、後ろ姿が格好良くて、次の週に大学を辞めて上京。ハイテンション石原の芸名でデビュー、『電波少年に毛が生えた 最後の聖戦』（日本テレビ放）の『電波少年的ボスはホームレス 人間は何度だって立ち上がれる』に出演。
その後「ハイテンション石原」という名前だと、MCのテンションが異常に高い呼び込みの場合にそれ以上の呼び込みをしないといけないことに気づき、芸名を「THE石原」に変更。　

## 芸風
- 白のスイミングキャップと黒の海水パンツ(ショートスパッツ型)姿で「俺は打楽器バンッバンッ！ 俺は打楽器バンッバンッ！」と胸を叩きながら、ギャグを繰り出す。
- ギャグの種類は3京個、人前で出来るのは8個。
  - 動画配信サイトYouTube上に自ら一発ギャグ50作品をアップしている。本人曰くFUJIWARAの原西孝幸のギャグ100連発を超えることが最終目標との事。
- ネタが終わるときに「MAXボルテ〜ジ‼︎」と叫ぶことがある。
- その他に「THE石原」と書かれた赤のTシャツを着て、単純にギャグを繰り出すネタもある。

## 人物
- 実家は不動産会社を経営したこともあり、学生時代には自分専用の一軒家があった。
  - 上京後もしばらくは車を所有していた。
- かつては都内の不動産屋に勤務していた[1]。
  - 物件についてはかなりの知識がある[要出典]
  - 事故物件について詳しく喋れる（番組の物件出しもしている）[1]
- 実兄も「テレビのツボ」に出演しており松竹芸能所属の芸人であったが、現在は保険代理店を経営している。
- 特技はアメリカンフットボール。小学校から始めて高校時代までプレー、社会人チームでも活躍をしていた。
- 芸人になるきっかけとなったパラシュート部隊の斉藤優は高校の同級生[2]。さらに上京後は同居していた。
- 新宿ビプランシアターが初舞台。
- かつてネプチューンの原田泰造の付き人を2年ほどやっていた。また近年は同トリオの堀内健と行動を共にしており、堀内主催の劇や番組に出演することが多い。
- Facebookを使ってファンとの交流を行っている。
- 2012年に行われた単独ライブでは2日間とも完売。立ち見が出るほどの盛況ぶりだった。
  - 単独ライブに松任谷由実から花が届いて[3]、母親が号泣した[4]。
- 2012年6月に結婚するも、2015年に離婚、2020年10月に再婚した[5]。
- 生爆レッドカーペットでは、ネット投票枠、パンサー、うしろシティ、鬼越トマホークに勝利し本編出演を果たした。
- 指原莉乃がYouTubeでギャグを頻繁に見ており、番組に呼ばれる。お気に入りは♪「酔ってコアラを拉～致！」[6]。
- 2020年、東京都世田谷区にテイクアウトコーヒー店をオープン[7]。

## 出演

### テレビ
- ゲキレア珍百景（テレ朝チャンネル、レギュラー）
- ナニコレ珍百景（テレビ朝日系列、レギュラー）
- 登竜門F朝まで生Live（第一回オオトリ）
- 電波少年に毛がはえた「ボスはホームレス」（日本テレビ系列レギュラー）
- 爆笑ヒットパレード（2011年から13年まで）
- 爆笑レッドシアター（ホワイトシアター、キャッチフレーズは「怒涛のハイテンション」）
- 爆笑レッドシアターSP（ホワイトシアターSP）
- 爆笑レッドカーペット　ヤングライオン杯　（レッドカーペット賞）
- 爆生レッドカーペット　ネット投票枠　優勝
- 笑っていいとも
- インパクト
- エンタの天使
- 今夜比べてみました（指原莉乃の好きな人３人）
- ストライクTV
- 世界バリバリバリュー（お坊ちゃまは芸能人）
- 最高の離婚#８
- 働きマン#1
- 刑事110キロ#1
- 有田ジェネレーション
- とんねるずのみなさんのおかげでした
- 中居のミニなる図書館
- CBS放送　あけまくり
- 新春芸人ブローカー
- フジテレビOV監督
- 関西テレビ「わだかまり交通社」
- 真夜中のアカン警察
- 『ネプチューンのTHE☆宝島』（TBS系列、2013年6月9日）
- シューイチ
- どっちマニア新春SP（テレビ朝日系列、2013年1月4日）
- サタネプ☆ベストテン
- バナナ藩（テレビ朝日、2012年8月23日）
- NHK shibuya deep A
- ワタナベプラス

### ライブ
- 「人間っていいなぁ～！」（単独ライブ、2011年1月8日 、中目黒ウッディシアター）
- 「自分だ～い好き！」（第2回単独ライブ、2012年1月13日-14日、中目黒ウッディシアター）
- 「自分にドロップキック！！」（第3回単独ライブ、2013年5月7日）
- 「THE石原&THE CITY」（第4回単独ライブ、2015年1月10日-11日、中目黒ウッディシアター）
- 松任谷由実 SURF&SNOW in Naeba
- SUMMER SONIC 2013
- レッド吉田のフルスイングLIVE!!
- THE石原の全員ゲストライブ（千本桜ホール）
- ワタナベエンターテインメントLIVE SPECIAL 2012　東京公演・大阪公演

### 舞台

#### 堀内よあけの会
- 『恐怖タコ公園のタコ女」（本多劇場）
- 『お前は渋谷の夜回りおじさんじゃない！』（本多劇場）
- 『なりたい自分にな～れ！』（本多劇場）
- 『未来のファンタジー』（本多劇場）
- 『ラヴ戦争』（本多劇場）

#### その他舞台
- オムニ２
- オムに３

劇団Ｋ助本公演　
- 『タイムスリップファーザー』
- 『Bitter Room』（A・ロックマン作・演出）

### ラジオ
- 堀健・出川のオールナイトニッポン
- 猫ひろしのキバRUNラジオ
- インターネットラジオ ソラトニワ

## 脚本・演出
- 『THE石原短編集』（2014年11月6日-9日）
  - 「視聴率0パーセント」
  - 「第2ハローワーク」
  - 「グランドフィナーレキス」